# Krasimira Bogdanova
Krasimira Bogdanova (cirílico:Красимира Богданова) (5 de junho de 1949 - 10 de março de 1992) é uma ex-basquetebolista búlgara que conquistou a Medalha de Prata disputada nos XXII Jogos Olímpicos de Verão realizados em 1980 na cidade de Moscovo, União Soviética e a Medalha de Bronze nos XXI Jogos Olímpicos de Verão realizados em 1976 em Montreal, Canadá.